# Angophora leiocarpa
Angophora leiocarpa là một loài thực vật có hoa trong Họ Đào kim nương. Loài này được (L.A.S.Johnson ex G.J.Leach) K.R.Thiele & Ladiges mô tả khoa học đầu tiên năm 1988.